# Gonzalo Olid Apaza
Gonzalo Salvador Olid Apaza (5 de marzo de 1992; Argentina) es un futbolista argentino. Juega de mediocampista y su actual club es Club Defensores de Cambaceres de la Primera C de Argentina. Está a prueba en el Club Atlético San Miguel de la Primera C

## Trayectoria
Gonzalo comenzó su carrera profesional en River Plate, club en el que se lo catalogó como promesa. En 2009 fue convocado al Copa Mundial de Fútbol Sub-17 de 2009, en el que Argentina cayó derrotada en Octavos de final, a manos de Colombia.
A mediados de 2012, con 20 años y sin chances en el primer equipo, se va cedido a Deportivo Merlo, de la Primera B Nacional. En el Charro apenas disputó 10 partidos, 4 de ellos como titular, obteniendo además una tarjeta amarilla. Al finalizar su préstamo debe volver al club dueño de su pase, que decide prestarlo nuevamente, esta vez a Defensores de Belgrano de la Primera B Metropolitana. En el año 2014 paso al Club Defensores de Cambaceres.

## Selección nacional

### Participaciones con la selección
| Torneo                                 | Sede    | Resultado        |
| -------------------------------------- | ------- | ---------------- |
| Campeonato Sudamericano Sub-17 de 2009 | Chile   | Segundo puesto   |
| Copa Mundial de Fútbol Sub-17 de 2009  | Nigeria | Octavos de final |